# ゲオルゲ・ポペスク
ゲオルゲ・ポペスク（Gheorghe Popescu、1967年10月9日 - ）は、ルーマニア・カラファト出身の元同国代表サッカー選手。ポジションはDF、MF。

## クラブ経歴
1985年にウニベルシタテア・クライオヴァでデビューを飾ると頭角を現し、PSVアイントホーフェンでは豊富な運動量、読みとポジショニングの良さからの優れた守備を武器に活躍した。その後、プレミアリーグのトッテナム・ホットスパーに短期間在籍。1995年にはヨハン・クライフたっての希望でリーガ・エスパニョーラのFCバルセロナへ移籍、1997年からはガラタサライで義兄にあたるゲオルゲ・ハジとともにプレー。リーグとカップの3連覇、トルコのクラブとしては史上初となる、UEFAカップ優勝に貢献した。選手生活の終盤はレッチェ、FCディナモ・ブカレストと在籍し、2002年にハノーファーへ移籍して1シーズンプレーした後、現役を引退した。

## 代表経歴
1988年に代表デビューを果たす。1990年のイタリアW杯ではハジとともにチームの中心選手として活躍を見せた。1994年のアメリカW杯でもハジ、フロリン・ラドチョウ、イリエ・ドゥミトレスクらとともに活躍。優勝候補の一角であったコロンビア、アルゼンチンを下してベスト8進出に貢献。ベスト進出4をかけたスウェーデン戦ではPK戦の末に敗れた。

## 代表歴

### 出場大会
- ルーマニア代表
  - 1990 FIFAワールドカップ
  - 1994 FIFAワールドカップ
  - 1998 FIFAワールドカップ

### 試合数
- 国際Aマッチ 116試合16得点（1988年 - 2003年）[3]

| ルーマニア代表 | 国際Aマッチ | 国際Aマッチ |
| 年             | 出場        | 得点        |
| -------------- | ----------- | ----------- |
| 1988           | 4           | 0           |
| 1989           | 8           | 1           |
| 1990           | 15          | 0           |
| 1991           | 6           | 0           |
| 1992           | 4           | 1           |
| 1993           | 4           | 0           |
| 1994           | 15          | 1           |
| 1995           | 5           | 0           |
| 1996           | 8           | 6           |
| 1997           | 7           | 4           |
| 1998           | 12          | 2           |
| 1999           | 8           | 0           |
| 2000           | 6           | 0           |
| 2001           | 5           | 1           |
| 2002           | 8           | 0           |
| 2003           | 1           | 0           |
| 通算           | 116         | 16          |

### 得点
| #  | 開催日         | 開催地                                           | 対戦国             | スコア | 結果 | 大会                          |
| -- | -------------- | ------------------------------------------------ | ------------------ | ------ | ---- | ----------------------------- |
| 1  | 1989年5月17日  | ブカレスト、スタディオヌル・ステアウア           | ブルガリア         | 1-0    | 1-0  | 1990 FIFAワールドカップ・予選 |
| 2  | 1992年11月29日 | ラルナカ、GSZスタジアム                          | キプロス           | 0-1    | 1-4  | 1994 FIFAワールドカップ・予選 |
| 3  | 1994年11月12日 | ブカレスト、スタディオヌル・ステアウア           | スロバキア         | 1-0    | 3-2  | UEFA EURO '96予選             |
| 4  | 1996年6月1日   | ブカレスト、スタディオヌル・ステアウア           | モルドバ           | 2-0    | 3-1  | 親善試合                      |
| 5  | 1996年6月1日   | ブカレスト、スタディオヌル・ステアウア           | モルドバ           | 3-0    | 3-1  | 親善試合                      |
| 6  | 1996年10月9日  | レイキャヴィーク、ラウガルタルスヴェルル         | アイスランド       | 3-0    | 4-0  | 1998 FIFAワールドカップ・予選 |
| 7  | 1996年12月14日 | スコピエ、トシェ・プロエスキ・アレナ             | 北マケドニア       | 1-0    | 3-0  | 1998 FIFAワールドカップ・予選 |
| 8  | 1996年12月14日 | スコピエ、トシェ・プロエスキ・アレナ             | 北マケドニア       | 2-0    | 3-0  | 1998 FIFAワールドカップ・予選 |
| 9  | 1996年12月14日 | スコピエ、トシェ・プロエスキ・アレナ             | 北マケドニア       | 3-0    | 3-0  | 1998 FIFAワールドカップ・予選 |
| 10 | 1997年3月29日  | ブカレスト、スタディオヌル・ステアウア           | リヒテンシュタイン | 2-0    | 8-0  | 1998 FIFAワールドカップ・予選 |
| 11 | 1997年3月29日  | ブカレスト、スタディオヌル・ステアウア           | リヒテンシュタイン | 3-0    | 8-0  | 1998 FIFAワールドカップ・予選 |
| 12 | 1997年3月29日  | ブカレスト、スタディオヌル・ステアウア           | リヒテンシュタイン | 6-0    | 8-0  | 1998 FIFAワールドカップ・予選 |
| 13 | 1997年3月29日  | ブカレスト、スタディオヌル・ステアウア           | リヒテンシュタイン | 8-0    | 8-0  | 1998 FIFAワールドカップ・予選 |
| 14 | 1998年6月6日   | プロイェシュティ、スタディオヌル・イリエ・オアナ | モルドバ           | 1-0    | 5-1  | 親善試合                      |
| 15 | 1998年9月2日   | ブカレスト、スタディオヌル・ステアウア           | リヒテンシュタイン | 1-0    | 7-0  | UEFA EURO 2000予選            |
| 16 | 2001年10月6日  | ブカレスト、スタディオヌル・ステアウア           | ジョージア         | 1-1    | 1-1  | 2002 FIFAワールドカップ・予選 |

## タイトル
ステアウア・ブカレスト
- リーガ1 1987-88
- クパ・ロムニエイ 1987-88

PSVアイントホーフェン
- エールディヴィジ 1990-91, 1991-92
- ヨハン・クライフ・スハール 1993

FCバルセロナ
- コパ・デル・レイ 1997
- UEFAカップウィナーズカップ 1997

ガラタサライ
- スュペル・リグ 1997-98, 1998-99, 1999-2000
- UEFAカップ 2000
- UEFAスーパーカップ 2000

個人タイトル
- ルーマニア最優秀選手賞 1989, 1990, 1991, 1992, 1995, 1996